# George Whitmore
George William Whitmore (8 de febrero de 1931-Fresno, 1 de enero de 2021) fue un montañista y conservacionista estadounidense. Fue miembro del primer equipo en llegar a la cima de El Capitán en 1958.

## Biografía
Whitmore se formó como farmacéutico en la Universidad de California en San Francisco.
Había servido en la Fuerza Aérea como oficial de evacuación aeromédica y luego trabajó como farmacéutico. Fue un activista ambiental de toda la vida en nombre de la preservación de la naturaleza, como la promoción del establecimiento de Kaiser Wilderness en 1976. Presionó para que se aprobara la Ley de Vida Silvestre de California de 1984, que más tarde describió como el establecimiento de "la extensión más larga de vida silvestre de facto en los 48 estados inferiores". Falleció por complicaciones posteriores a COVID-19 en Fresno, California el 1 de enero de 2021, durante la pandemia de COVID-19 en California.